# Alberto de Mendoza
Alberto Manuel Rodríguez Gallego González de Mendoza, lepiej znany jako Alberto de Mendoza (ur. 21 stycznia 1923 w Buenos Aires, zm. 12 grudnia 2011 w Madrycie) – argentyński aktor telewizyjny i filmowy. 

## Życiorys
W trakcie swojej długiej kariery w Argentynie i Hiszpanii wystąpił w ponad 100 filmach, w tym Filomena Marturano (1950) z Titą Merello i argentyńskiej operze mydlanej El Rafa (1981), współpracując z takimi gwiazdami filmowymi jak Jack Palance, Telly Savalas, Irene Papas czy Peter Cushing.

## Wybrana filmografia
- 1958: Szef (El jefe)
- 1969: Rebus jako kapitan policji
- 1971: Mania wielkości (Le folie des grandeurs) jako król
- 1972: Pociąg grozy (Horror Express) jako ks. Pjardow
- 1974: Dziesięciu małych Indian (Diez negritos) jako Otto Martino
- 1976: El erotismo y la informática jako Gonzalo Garcés
- 1976: Striptease jako George
- 1978: Avisa a Curro Jiménez jako Jandalo
- 1979: Manaos jako Mario Buendía
- 2003: Cleopatra jako Víctor
- 2005: Tapas jako Mariano